# Thomas Brante
Thomas Brante, född 30 april 1947 i Lund, död 26 september 2016 i Lunds domkyrkoförsamling, var en svensk sociolog och professor vid Lunds respektive Örebro universitet specialiserad på kunskapssociologi och konfliktstudier.

## Biografi
Brante studerade under sin studietid filosofi och sociologi. Efter sin grundexamen tillbringade han ett år i Berkeley. Där intresserade han sig alltmer för filosofi, och ämnade att doktorera i filosofi i Lund. Det var dock inte möjligt till följd av dåtidens lundafilosofi. Inspirerad av Thomas Kuhn skrev han istället sin doktorsavhandling i sociologi. Brante kallade sig om han var tvungen att välja en etikett "Kausal realist". Han är begravd på Norra kyrkogården i Lund.

## Utmärkelser
År 2015 erhöll Brante pris ”för bästa tvärvetenskapliga insats av utmärkt kvalitet” av Kungl. Vetenskapssamhället i Uppsala. Detta främst med hänvisning till hans bok Den professionella logiken.